# Bridal Veil Falls (Sabie)
Die Bridal Veil Falls sind ein mehr als 70 Meter hoher Wasserfall an einem Zufluss des Flusses Sabie westlich von Sabie in  der südafrikanischen Provinz Mpumalanga.